# Forgues
Forgues è un comune francese di 191 abitanti nel dipartimento dell'Alta Garonna, regione dell'Occitania.

## Società

### Evoluzione demografica
Abitanti censiti